# Demokratyczna Republika Armenii
Demokratyczna Republika Armenii (orm. Դեմոկրատական Հայաստանի Հանրապետություն - Demokratakan Hayastani Hanrapetutjun) – państwo ormiańskie na Kaukazie Południowym, istniejące od 28 maja 1918 do 9 lipca 1921 roku. Pierwsze suwerenne państwo ormiańskie od czasu upadku Ormiańskiego Królestwa Cylicji w 1375 roku.
Demokratyczna Republika Armenii powstała z ziem historycznej Armenii, które w wyniku wojen Rosji z Turcją i Persją w XIX wieku znalazły się w granicach imperium rosyjskiego. Po upadku caratu i rozpadzie centralnej władzy w Rosji władzę na Zakaukaziu przejęły gruzińskie, ormiańskie i azerskie stronnictwa niepodległościowe. 10 lutego 1918 wspólny Sejm Zakaukaski proklamował niezależną od Rosji Zakaukaską Demokratyczną Republikę Federacyjną, która jednak rozpadła się już 26-28 maja 1918 roku. Jednym z trzech państw powstałych z jej rozpadu była Demokratyczna Republika Armenii. Miejsce zlikwidowanej Demokratycznej Republiki Armenii zajęła Armeńska Socjalistyczna Republika Radziecka.